# Nihat Ertuğ
Nihat Rıza Ertuğ (ur. 29 września 1915) – turecki koszykarz, uczestnik Letnich Igrzysk Olimpijskich 1936.
Na igrzyskach w Berlinie reprezentował swój kraj w turnieju koszykówki. Wraz z kolegami zajął ex aequo 19. miejsce.
W latach 1932–1942 Ertuğ grał w Galatasaray SK.